# تاریخ پنانگ

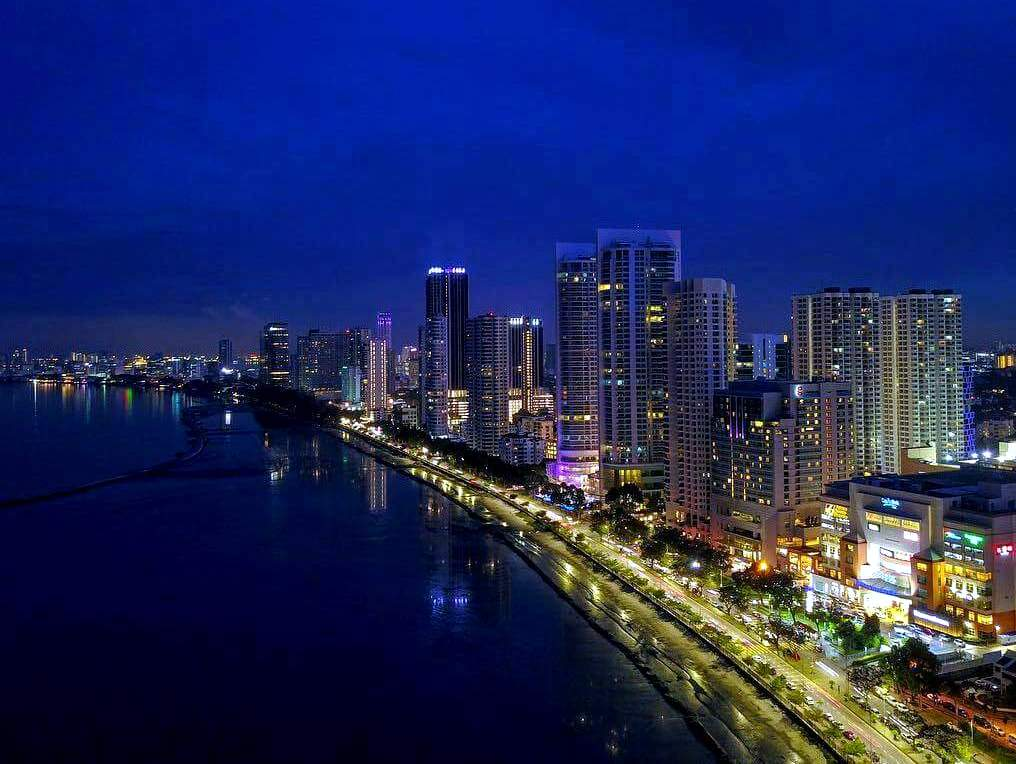
جرج تاون، مرکز ایالت پنانگ، در تاریکی شب

تاریخ پنانگ، ایالت پنانگ یکی از توسعه یافته‌ترین و شهرنشینی‌ترین ایالت‌های مالزی، در کرانهٔ شمال غربی این کشور است که در امتداد تنگه ملاکا واقع شده است. برخلاف بیشتر ایالت‌های مالزی، پیشینه پنانگ نوین، توسط استعمار بریتانیا، در سال ۱۷۸۶ با تصاحب جزیره پنانگ از سلطان نشین کداح به‌وسیلهٔ کمپانی هند شرقی بریتانیا، شکل گرفت. این جزیره توسعه یافت و به بندر آزاد تبدیل شد، به دنبال آن، نظام حاکم بر شهر، همراه با سنگاپور و ملاکا، تحت نظام حکمرانی شهرک‌های تنگه تبدیل گشت، مرکز ایالت، شهر جرج تاون، به مدت کوتاهی بین سالهای ۱۸۲۶ و ۱۸۳۲ به عنوان پایتخت این نهاد سیاسی تبدیل شده بود. در پایان فرن نوزده، جرج تاون رو به شکوفایی گذاشت و به یکی از بندرهای تراباری برتر در جنوب شرق آسیا تبدیل شد.